# دی تسایت

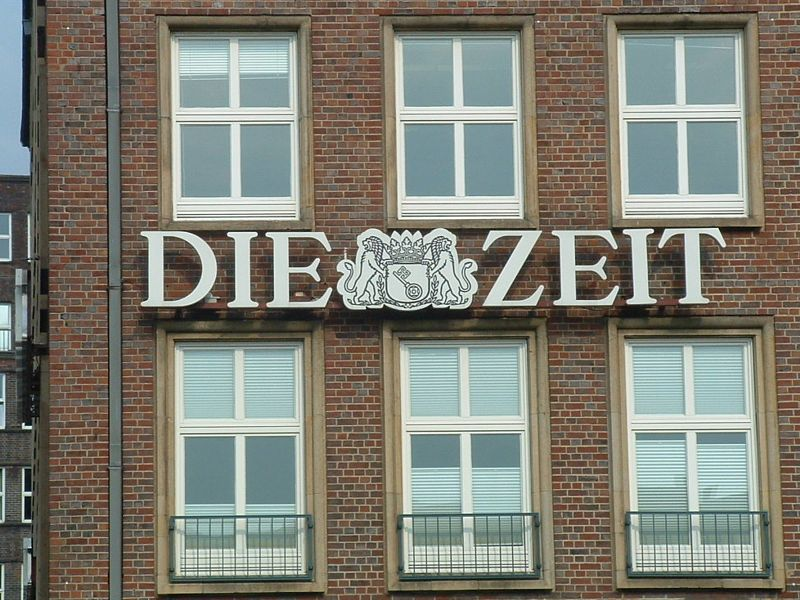
نشان روزنامه دی تسایت بر روی خانه روزنامه در هامبورگ.

دی تسایت یا دی‌زایت (به آلمانی: Die Zeit) (به معنای زمان) یک هفته‌نامهٔ معتبر خبری در کشور آلمان است که در شهر هامبورگ منتشر می‌شود. دفاتر دیگر این نشریه در شهرهای دیگر آلمان نظیر فرانکفورت آم ماین، برلین و درسدن واقع شده‌است. همچنین این نشریه در کشورهای آمریکا (نیویورک و واشینگتن دی سی)، فرانسه (پاریس)، ترکیه (استانبول)، اتریش (وین)، هند (دهلی نو)، چین (پکن)، ایتالیا (رم)، انگلستان (لندن) و روسیه (موسکو) نمایندگی‌های خارجی دارد.

## موضع سیاسی
این نشریه به عنوان یک نشریه لیبرال متمایل به چپ شناخته می‌شود.

## نسخه اینترنتی
نسخه اینترنتی این نشریه تسایت آن‌لاین خوانده می‌شود که از سال ۲۰۰۸ آغاز به کار کرده‌است.